# بلاک ریور (جنوب غربی میشیگان)
بلاک ریور (جنوب غربی میشیگان) (به انگلیسی: Black River (Southwest Michigan)) رودخانه‌ای است که در ایالات متحده آمریکا جریان دارد.